# Triệu Túc (Bắc triều)
Triệu Túc (chữ Hán: 赵肃, ? - ?), tự Khánh Ung, quan viên nhà Bắc Ngụy, nhà Tây Ngụy cuối thời Nam bắc triều.

## Thân thế
Túc tự nhận có tổ tịch ở Lạc Dương, Hà Nam, đời đời định cư ở Hà Tây. Đến khi nhà Bắc Lương mất, ông cụ của Túc là Triệu Vũ mới quy hàng nhà Bắc Ngụy, được ban tước Kim Thành hầu. Ông nội là Triệu Hưng, làm đến Trung thư bác sĩ. Cha là Triệu Hầu, được cử Tú tài, làm đến Hậu quân phủ Chủ bộ.

## Phục vụ nhà Bắc Ngụy
Túc sớm có tiết tháo và đức hạnh, nên nổi tiếng ở đời. Năm Chánh Quang thứ 5 (524) thời Hiếu Minh đế, Lịch Nguyên làm Hà Nam doãn, vời Túc làm Chủ bộ. Giữa niên hiệu Hiếu Xương (525 – 527), Túc rời nhà, bắt đầu được làm Điện trung thị ngự sử, gia Uy liệt tướng quân, Phụng triều thỉnh, Viên ngoại tán kỵ thị lang. Sau đó Túc được trừ chức Trực hậu, chuyển làm Trực tẩm.
Đầu niên hiệu Vĩnh An (528 – 530) thời Hiếu Trang đế, Túc được thụ chức Đình úy bình. Năm thứ 2 (529), Túc được chuyển làm Giám. Sau đó Túc vì mẹ mất nên rời chức, rồi khởi dùng làm Đình úy chánh. Túc lại có bệnh nên chịu miễn chức. Rất lâu về sau, Túc được thụ chức Chinh lỗ tướng quân, Trung tán đại phu, thăng làm Tả tướng quân, Thái trung đại phu.
Đầu niên hiệu Đông Bình (534 – 537) thời Đông Ngụy Hiếu Tĩnh đế, Túc được trừ chức Tân An thái thú; mãn nhiệm kỳ, ông quay về Lạc Dương.

## Phục vụ nhà Tây Ngụy
Năm Đại Thống thứ 3 (537) thời Tây Ngụy Văn đế, Độc Cô Tín tiến đánh Lạc Dương, Túc soái người trong họ làm hướng đạo, được thụ chức Tư Châu trị trung, chuyển làm Biệt giá. Túc chỉ trì lương thực, vật tư, khiến quân đội không phải chịu thiếu thốn; quyền thần Vũ Văn Thái nghe được, nói rằng: “Triệu Túc có thể nói là chủ nhân của Lạc Dương đấy.” Năm thứ 7 (541), Túc được gia chức Trấn nam tướng quân, Kim tử quang lộc đại phu, đô đốc, vẫn làm Biệt giá. Túc được lãnh những người đã theo ông quy phục Tây Ngụy năm xưa, đi chiếm giữ Đại Ổ; sau đó được kiêm Hành đài tả thừa, úy lạo Đông đạo. Năm thứ 9 (543), Túc được làm Hành Hoa Sơn quận sự.
Năm thứ 13 (547), Túc được trừ chức Đình úy khánh. Mồng một năm thứ 14 (548), Túc không thể tham dự buổi chầu đầu năm, vì ông chưa được phong tước. Tả bộc xạ Trưởng Tôn Kiệm trình bày với Vũ Văn Thái rằng Túc chưa có tấc đất nào, nên Thái triệu ông đến nói rằng: “Đầu năm làm lễ, làm sao khanh không dự cho được, cớ gì không sớm nói ra?” Vì thế Thái cho phép Túc tự chọn đất phong, ông đáp: “‘Hà thanh’ với ‘thái bình’ là tương ứng, riêng mong vậy.” Vì thế Túc được phong tước Thanh Hà huyện tử, thực ấp 300 hộ.
Năm thứ 16 (550), Túc được trừ chức Đình úy khánh, gia Chinh đông tướng quân. Túc ở chức lý quan đã lâu, giữ lòng công bằng; phàm xử đoán việc gì, cũng nắm rõ tình lý. Túc thanh liêm và cẩn thận giữ mình, không tích trữ gia sản, được người đời khen ngợi.
Năm thứ 17 (551), Túc được tiến vị Xa kỵ đại tướng quân, Nghi đồng tam tư, Tán kỵ thường thị, ban họ Ất Phất. Trước đó, Vũ Văn Thái mệnh cho Túc soạn định pháp luật. Túc lo nghĩ nhiều năm, sinh bệnh trong lòng. Sau khi rời chức, Túc mất ở nhà, không rõ khi nào.

## Hậu nhân
- Triệu Chánh Lễ, ban đầu được làm liêu thuộc của phủ Tề vương Vũ Văn Hiến, về sau làm đến Đại đô đốc, Tân An thái thú.
- Triệu Quỹ, được sử cũ xếp vào nhóm quan viên có thành tích cai trị địa phương tốt.[1]

- Con Triệu Quỹ là Triệu Hoằng An, Triệu Hoằng Trí. Triệu Hoằng Trí được sử cũ xếp vào nhóm nhân vật hiếu nghĩa.